# Базалук, Олег Александрович
Базалук Олег Александрович  – доктор философских наук, профессор, ученый-философ, писатель, автор современной научно-философской модели Мироздания «Эволюционирующая материя». Междисциплинарные исследования в области нейронаук, психологии, философии и космологии. Автор свыше 100 научных работ. Председатель Международного философско-космологического общества, главный редактор научно-философского журнала «Философия и Космология» и "Образ человека будущего", автор ежегодных, международных проектов «Образ человека будущего» и «Космические путешествия».

## Биография
Родился в г. Лозовая, Харьковской обл.
В 1985 г. закончил Лозовскую среднюю школу №3.
С 1985 по 1989 гг обучение в Орджоникидзевском высшем военном краснознаменном командном училище им. Кирова МВД СССР (сейчас Северо-Кавказский военный институт внутренних войск МВД России.
После окончания с красным дипломом военного училища с 1989 по 1992 гг. служба в Отдельной Краснознамённой мотострелковой дивизии особого назначения внутренних войск МВД СССР им. Ф. Э. Дзержинского – Милицейский полк (г.Москва).
С 1987 по 1991 гг. принимал участие в спецкомандировках по разрешению межнациональных конфликтов в Тбилиси, Кишиневе, дважды в Сумгаите, Баку и Ереване. От имени Верховного Совета СССР Указом Президиума Верховного Совета Азерб. ССР от 6 апреля 1988 г. награждён медалью «За отличную службу по охране общественного порядка».
С 1992 по 1999 гг. занимался организационной работой в различных структурах бизнеса на Украине. В это же время начал активно занимать научно-исследовательской деятельностью в области исследования работы мозга.
С 1999 г. по настоящее время - педагогическая деятельность в университетах г. Киева.
В феврале 2001 г. в Институте философии имени Григория Сковороды НАН Украины защитил кандидатскую диссертацию по социальной философии.
С 2003 по 2006 гг. - обучение в докторантуре Института философии имени Григория Сковороды НАН Украины.
В марте 2007 г. в Днепропетровском национальном университете имени Олеся Гончара защитил докторскую диссертацию по истории философии.
В 2013 г. – обучение в Embassy school (Брайтон, Англия).

## Круг научных интересов
В начале 2000 г. предложил научно-философскую теоретическую модель эволюции мира, которой дал название "эволюционирующая материя". В модели изложена новейшая теория эволюции мира, которая основывается на современных исследованиях космологии, геологии, биологии и нейронаук; показана закономерность формирования в масштабах Вселенной человека (его психики), в научный оборот введено и аргументировано понятие «разумная материя», которое, по мнению О.Базалука в масштабах Земли представлено в форме человечества. Масштабная аргументация модели изложена в монографии: Базалук О.А. "Мироздание: живая и разумная материя (историко-философский и естественнонаучный анализ в свете новой космологической концепции)". - Днепропетровск: Пороги, 2005. - 412 с.
Современное видение модели "Эволюционирующия материя" изложена во второй части монографии: Базалук О.А. Космические путешествия - путешествующая психика: курс лекций. / Олег Базалук. - К.: КНТ, 2012. - 424 с.и Базалук О.А., Владленова И.В. «Философские проблемы космологии»: монография / О.А.Базалук, И.В.Владленова. – Харьков: Издательство: «Підручник НТУ «ХПІ», 2013. – 190 с.
С 2003 г. начал исследовать современные мировые модели образования. Изучал модели образования в университетах Франции, Германии, Австрии,Англии, Чехии, России, Белоруссии, Китая. На основе разработанной модели эволюции мира предложил своё видение философии образования. Современное видение влияния процесса образования на эволюционирующую психику и особенности развития космического (стратегического, ноосферного) мировоззрения изложены в монографии: Базалук О.А. «Философия образования в свете новой космологической концепции». Учебник. - К.: Кондор, 2010. - 458 с.и философской прозе: Базалук О.А. Женщина для вдохновения: поэма / Олег Базалук. – Полтава: ООО «АСМІ», 2013. – 352 с.
С 2009 г. начал исследование особенностей развития и поведения психики человека в длительных космических путешествиях. Результаты этих исследований изложены в разработанном курсе лекций: Базалук О.А. Космические путешествия - путешествующая психика: курс лекций. / Олег Базалук. - К.: КНТ, 2012. - 424 с.

## Научные публикации

### Монографии
1. Базалук О. А. "Из теории жизни...". — Харьков: "Основа" (Харьковский Государственный университет), 1999 р. - 352 с.;
2. Базалук О. А. "Разумное вещество" — К.: Наукова думка, 2000. - 368 с.
3. Базалук О. А. "Сущность человеческой жизни" – К.: Наукова думка, 2002. – 272 с.
4. Базалук О. А. "Происхождение человечества: новая космологическая концепция" – Днепропетровск: Пороги, 2003. – 144 с.
5. Базалук О. А. "Время в свете новой космологической концепции" - Днепропетровск: Пороги, 2003. - 127 с.
6. Базалук О. А. "Мироздание: живая и разумная материя (историко-философский и естественнонаучный анализ в свете новой космологической концепции)". – Днепропетровск: Пороги, 2005. – 412 с.
7. Базалук О. А. «Философия жизни: от волюнтаризма к экзистенциализму» (компаративистский анализ) – Винница: О.Власюк, 2006. – 292 с.
8. Базалук О. А. «Лозовая: женские нравы». – Полтава: АСМI, 2006. – 131 с.
9. Базалук О. А. «Окунаясь в реальность». – Полтава: АСМИ, 2008. – 342 с.
10. Базалук О.О., Юхименко Н.Ф. «Філософія освіти»: Навчальний посібник. – К.: Кондор, 2010. – 164 с.
11. Базалук О.А. «Философия образования в свете новой космологической концепции». Учебник. – К.: Кондор, 2010. – 458 с.
12. Базалук О.А. «Сумасшедшая: первооснова жизни и смерти»: Монография. / О.Базалук. – К.: Кондор, 2011. – 346 с.
13. Базалук О.А. Космические путешествия – путешествующая психика: курс лекций. / Олег Базалук. – К.: КНТ, 2012. – 424 с.
14. Базалук О.А., Владленова И.В. «Философские проблемы космологии»: монография / О.А.Базалук, И.В.Владленова. – Харьков: Издательство: «Підручник НТУ «ХПІ», 2013. – 190 с.
15. Базалук О.А. Женщина для вдохновения: поэма / Олег Базалук. – Полтава: ООО «АСМІ», 2013. – 352 с.
16. Bazaluk, Oleg. The Theory of Evolution: From a Space Vacuum to Neural Ensembles and Moving Forward. Newcastle upon Tyne: Cambridge Scholars Publishing, 2016. – 170 p.
17. Bazaluk, Oleg. Corruption in Ukraine: Rulers’ Mentality and the Destiny of the Nation, Geophilosophy of Ukraine. Newcastle upon Tyne: Cambridge Scholars Publishing, 2016. – 250 p.
18. Bazaluk, Oleg. The Theory of War and Peace: The Geophilosophy of Europe. Newcastle upon Tyne: Cambridge Scholars Publishing, 2017. – 185 p.

### Под редакцией
1. Образ человека будущего: Кого и Как воспитывать в подрастающих поколениях: коллективная монография. / Под ред. О.А. Базалука. – К.: Кондор, 2011. – Т.1. – 328 с.
2. Космічна Україна. Переяславщина: альманах / [авт. просвіт. проекту: О.О.Базалук, О.І.Шкира; гол. ред. ради. Л.К.Каденюк]. – Переяслав-Хмельницький; К.: ЦУЛ, 2012. - 144 с.
3. Образ человека будущего: Кого и Как воспитывать в подрастающих поколениях: коллективная монография / Под ред. О.А.Базалука – К.: Издательский дом «Скиф», 2012. – Т. 2. – 408 с.
4. Образ человека будущего: Кого и Как воспитывать в подрастающих поколениях: коллективная монография / Под ред. О.А. Базалука – К.: МФКО, 2013. – Т.3. –  340 с.

## Награды
- Медаль «За отличную службу по охране общественного порядка» от имени Верховного Совета СССР Указом Президиума Верховного Совета азерб. ССР от 6 апреля 1988.
- В 2011 году присвоено звание «Заслуженный работник образования Украины»[1].
- Почётный знак отличия «Григорий Сковорода» Переяслав-Хмельницкого государственного педагогического университета имени Г. С. Сковороды. Удостоверение № 210 от 4 октября 2012 г.
- Почётная грамота Верховной рады Украины. Указ Председателя Верховной Рады Украины № 1824 от 1 октября 2013 г.